# Hans Kaufmann (Informatiker)
Hans Kaufmann (* 22. Dezember 1910 in Königsberg, Ostpreußen; † 20. März 2012 in Pöcking) war ein deutscher Informatiker.

## Leben
Kaufmann studierte Physik in Göttingen und Jena. 1933 wurde er in Jena zum Dr. phil. nat. promoviert. Nach einem Jahr als wissenschaftlicher Assistent bei Georg Joos arbeitete er ab 1934 im Zentrallabor für Nachrichtentechnik der Siemens & Halske AG in Berlin. Er beschäftigte sich mit Nachrichten- und Regelungstechnik und ab 1954 mit der Entwicklung von Datenverarbeitungsanlagen. Der unter seiner Leitung 1958 entstandene Siemens 2002 war der erste voll transistorierte Computer Europas. Bis 1976 war er Generalbevollmächtigter Direktor der Siemens AG und dort zuletzt Leiter des Zentrallabors für Datenverarbeitung.

## Ehrungen
- 1976: Ehrendoktor (Dr.-Ing. E. h.) der RWTH Aachen[2]

## Schriften
- Über den paramagnetischen Faraday-Effekt an Alaunen. J. A. Barth, Leipzig 1933, zugleich: Dissertation, Universität Jena, 1933, auch in: Annalen der Physik. Folge 5, Band 18, Heft 3, 1933, S. 251–264.
- Die Zukunft der Computer-Technologie, in: Elektronische Rechenanlagen, 12, 1970.
- (Hrsg.): Daten-Speicher. Oldenbourg, München und Wien 1973, ISBN 3-486-34261-4.
- Die Ahnen des Computers. Econ-Verlag, Düsseldorf und Wien 1974, ISBN 3-430-15277-1.
- Toledo. Wege und Wirkung arabischer Wissenschaft in Europa. Econ-Verlag, Wien und Düsseldorf 1977, ISBN 3-430-15278-X.